# Morgane Osyssek-Reimer
Morgane Osyssek-Reimer (Colmar, 15 dicembre 2002) è una ginnasta francese, vincitrice della medaglia di bronzo con la squadra ai Mondiali 2023.